# Hirtodrosophila solomonica
Hirtodrosophila solomonica är en tvåvingeart som först beskrevs av Hajimu Takada 1983.  Hirtodrosophila solomonica ingår i släktet Hirtodrosophila och familjen daggflugor. Inga underarter finns listade i Catalogue of Life.